# Zgornji Log
Zgornji Log – wieś w Słowenii, w gminie Litija. W 2018 roku liczyła 147 mieszkańców.